# Johannes Theodor Laurent
Pour les articles homonymes, voir Laurent.
Johannes Theodor Laurent (né le 6 juillet 1804 à Aix-la-Chapelle, mort le 20 février 1884 à Simpelveld) est vicaire apostolique du Luxembourg.

## Biographie
Il vient d'une famille modeste. Son père, le Luxembourgeois Francis Laurent, a quatorze enfants avec son épouse Gertrude Schönen. Il fait deux ans de théologie à Bonn. Comme il déteste l'enseignement de Georg Hermes, il s'en va dans le diocèse de Liège et entre au séminaire. Il est fait prêtre le 14 mars 1829. Jusqu'en 1835, il est vicaire à Heerlen puis de 1835 à 1839 prêtre de la commune. Dans la crise du diocèse de Cologne, Laurent soutient l'ultramontanisme et les prêtres d'Aix-la-Chapelle autour de Leonhard Aloys Joseph Nellessen contre les thèses de Hermes.
Laurent devient le 17 septembre 1839 vicaire apostolique de Germanie septentrionale et évêque titulaire de Chersonèse en Crète. Trois mois après, il reçoit l'ordination à Liège. La nomination n'aboutit pas à cause du différend avec le gouvernement prussien.
Nommé vicaire apostolique du Luxembourg en décembre 1841, cette nomination n'est pas rendue tout de suite publique par le roi Guillaume II des Pays-Bas à cause du conflit entre le soutien absolue de Laurent à Rome et le gouvernement libéral. Il s'efforce d'établir un séminaire, une bonne organisation des paroisses 
et une influence plus forte sur les écoles ecclésiastiques.
Lors de la révolution de mars, de fausses accusations sont portées contre l'évêque, le gouvernement souhaite sa démission. En mai 1848, il quitte le Luxembourg. De nombreuses demandes pour qu'il reste, comme celle du roi Guillaume, ne font pas plier le gouvernement. Laurent revient sur son exil le 2 juin 1856 à la demande du pape Pie IX. Le mois suivant, le gouvernement luxembourgeois lui accorde une pension.
À Aix-la-Chapelle, il vit chez son frère, le bibliothécaire Josef Laurent (de), et participe à la création d'ordres monastiques. Il est le directeur spirituel des sœurs du Pauvre Enfant Jésus et prêche dans leur église. En 1879, il s'exile à Simpelveld lors du Kulturkampf et est aumônier. Sa tombe se trouve dans le cimetière des sœurs.